# Видубицький Свято-Михайлівський монастир (срібна монета)
«Видубицький Свято-Михайлівський монастир» — срібна пам'ятна монета номіналом 10 гривень, випущена Національним банком України, присвячена пам’ятці архітектури національного значення кінця XVII – початку XVIII ст. Видубицькому Свято-Михайлівському монастирю. Відображає сучасний ансамбль  монастиря – Георгіївський собор, трапезну з храмом Преображення Господнього, дзвіницю.
Монету введено в обіг  16 квітня 2020 року. Вона належить до серії «Духовні скарби України».

## Опис та характеристики монети
| Номінал грн. | Метал           | Маса, грам | Діаметр, мм. | Якість виготовлення | Гурт                           | Тираж, штук |
| ------------ | --------------- | ---------- | ------------ | ------------------- | ------------------------------ | ----------- |
| 10           | срібло (Ag 925) | 31.1       | 38,6         | пруф                | гладкий із заглибленим написом | 3 000       |

### Аверс
На аверсі монети угорі розміщено малий Державний Герб України.  Над гербом півколом розташований напис "УКРАЇНА". В центрі аверсу зображення алея монастиря з квітами та його будівлями. В "алеї" зазначено написи: "10 ГРИВЕНЬ 2020". Напис "ВИДУБИЦЬКИЙ СВЯТО-МИХАЙЛІВСЬКИЙ МОНАСТИР" розташований півколом по зовнішньому краю монети.

### Реверс
На реверсі монети зображено у центрі сходи – символ давньої історії монастиря. На першій сходинці сходів напис – ХІ ст., ліворуч від якого  іконографічні образи святих, а праворуч – образ ченця. Внизу під сходами печатки князя Всеволода (сина Ярослава Мудрого), праворуч від неї – герб полковника  Миклашевського М., який профінансував будівництво Георгіївського собору.

## Автори
- Художник —  Куц Марина.

- Скульптор: Дем'яненко Володимир, Атаманчук Володимир.Храм Преображення Господнього трапезна (ліворуч), Михайлівський собор (центр)

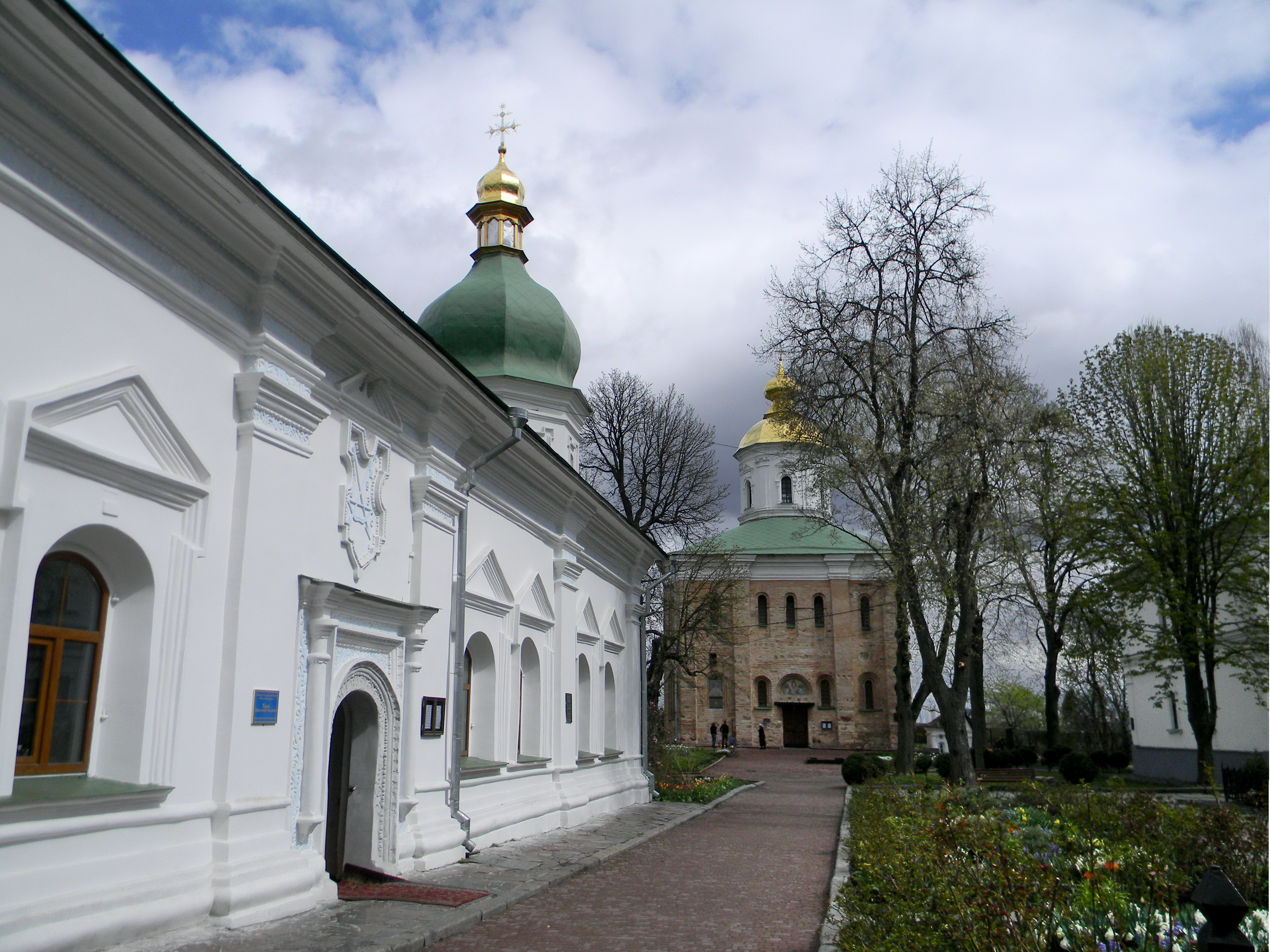
Храм Преображення Господнього трапезна (ліворуч), Михайлівський собор (центр)

## Вартість монети
Роздрібна ціна Національного банку України у 2020 році була 1 818 гривень.
11 червня 2020 року на першому аукціоні із зниженням стартової ціни із продажу пам’ятних монет України НБУ продав 37 срібних монет на загальну суму понад 54 тисячі гривень.
18 червня 2020 року на другому другого аукціоні  НБУ реалізував 9 срібних монет на загальну суму понад 13 тисяч гривень.

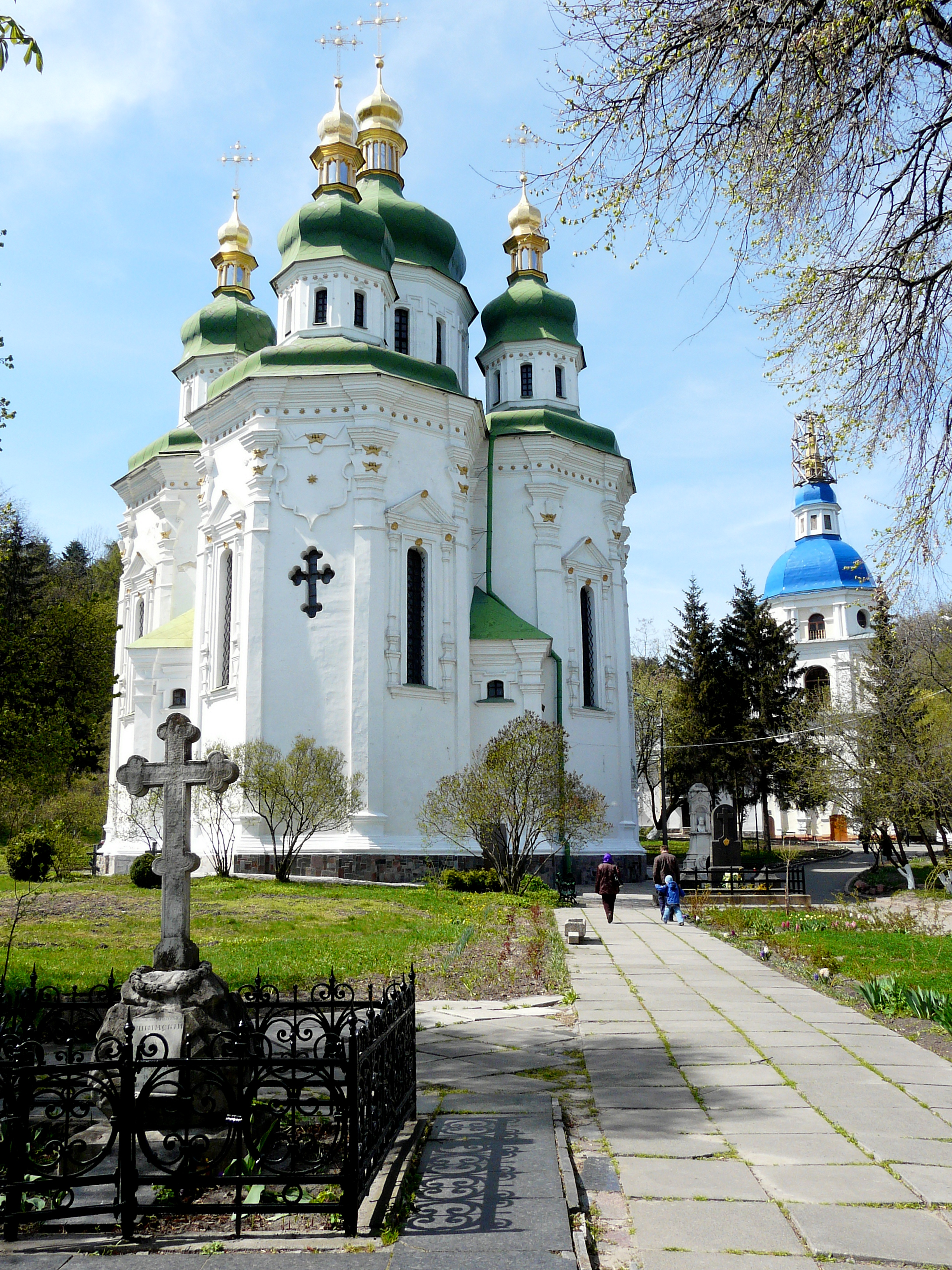
Георгіївський собор

Фактична приблизна вартість монети, з роками змінювалася так:
| Рік        | 2020  | 2021  | 2022  | 2023  | 2024  | 2025  |
| ---------- | ----- | ----- | ----- | ----- | ----- | ----- |
| Ціна, грн. | 2 000 | 2 000 | 2 000 | 2 250 | 3 000 | 3 100 |